# منتخب جمهورية أيرلندا تحت 21 سنة لكرة القدم
منتخب جمهورية أيرلندا تحت 21 سنة لكرة القدم هو الممثل الرسمي لـ جمهورية أيرلندا في بطولات كرة القدم تحت 21 سنة. يشارك الفريق في بطولة أوروبا تحت 21 لكرة القدم التي تقام كل عامين.